# Pétrola
Pétrola és un municipi de la província d'Albacete, comprèn la pedania d'Anorias. A les seves proximitats es troba la llacuna salada de Pétrola.